# سن آندرئاس ویا سکا
سن آندرئاس ویا سکا (انگلیسی: San Andrés Villa Seca) یک شهرداری در شهرستان رتالوولو است و در کشور گواتمالا قرار دارد